# Transanatolische Pipeline

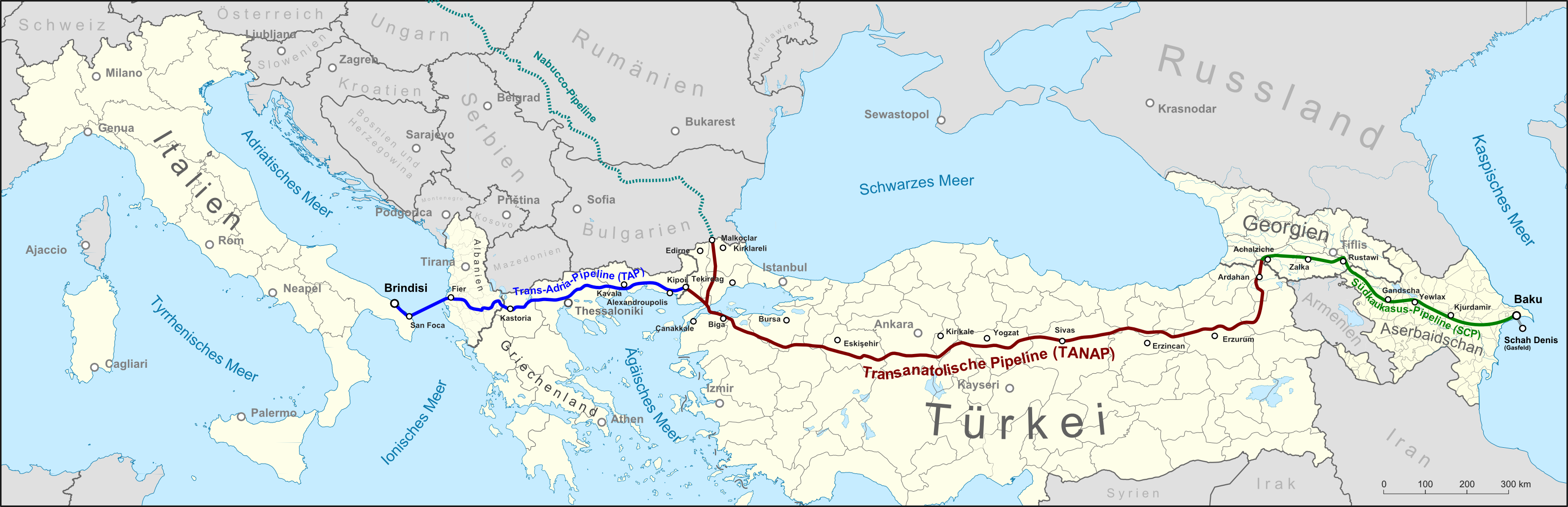
Ausbaupläne (Stand: Dezember 2014)

Die Transanatolische Pipeline ist eine im Rahmen des Trans-Anatolian Natural Gas Pipeline (TANAP) Project gebaute, rund 1850 Kilometer lange Erdgaspipeline, die im Juni 2018 in Betrieb genommen wurde. Sie läuft durch die Türkei und verbindet die Transadriatische Pipeline (TAP) über die Südkaukasus-Pipeline mit dem Gasfeld Schah Denis in Aserbaidschan. Eine Verlängerung Richtung Österreich wäre über die geplante Nabucco-West-Pipeline möglich gewesen, allerdings wurde dieses Projekt bereits im Planungsstadium beendet.

## Geschichte
Zuerst wurde das Projekt der Transanatolischen Pipeline am 17. November 2011 auf dem Dritten Schwarzmeer-Energie- und Wirtschaftsforum in Istanbul angekündigt. Am 26. Dezember 2011 vereinbarten die Türkei und Aserbaidschan die Gründung eines Konsortiums zum Bau und Betrieb der Pipeline. Der Präsident der Republik Aserbaidschan İlham Əliyev erklärte: „Das TANAP-Projekt ist nicht wie die anderen wichtigen Abkommen. Es ist ein historisches Abkommen. In der Zukunft können viele weitere Länder dem Projekt beitreten.“
Der Baubeginn erfolgte am 17. März 2015 bei Kars. Die Baukosten sollen 10 Milliarden US-Dollar betragen haben. Zu Beginn sollen jährlich 16 Milliarden Kubikmeter Erdgas transportiert werden, danach soll die Transportleistung bis 2031 auf 31 Milliarden Kubikmeter pro Jahr ansteigen. Am 30. September 2016 hat das aserbaidschanische Parlament das Abkommen über das Energieprojekt ratifiziert.
Im Juni 2018 wurde die Pipeline in Betrieb genommen.

## Finanzierung
Die Europäische Investitionsbank (EIB) hat zeitweise erwogen, für die TANAP einen Kredit in Höhe von 600 Millionen Euro zur Verfügung zu stellen. Für den Bau der 1850 Kilometer langen Transanatolischen Erdgas-Pipeline stellte die Europäische Bank für Wiederaufbau und Entwicklung (EBWE) Aserbaidschan einen Kredit in Höhe von 500 Mio. US-Dollar bereit. Mit einem Darlehen in Höhe von 800 Mio. US-Dollar beteiligt sich die Weltbank auch am Bau der Transanatolischen Erdgas-Pipeline. Insgesamt belaufen sich die Gesamtkosten des Projekts auf 9 Milliarden Euro.

## Aktionäre
Als Aktionäre am TANAP-Projekt beteiligen: Staatliche Ölgesellschaft von Aserbaidschan (58 %), BOTAS – Türkei (30 %) und BP (12 %). Während des offiziellen Besuchs des damaligen türkischen Energieminister Taner Yıldız in Aserbaidschan bat die Türkei um eine Erhöhung ihres Anteils an TANAP. Im Jahr 2013 stieg der Anteil der Türkei an TANAP von 20 auf 30 Prozent an.